# Wake Up the Wicked
Wake Up the Wicked ist das neunte Studioalbum der deutschen Power-Metal-Band Powerwolf. Es wurde am 26. Juli 2024 bei Napalm Records veröffentlicht.

## Hintergrund
Das Album wurde wie schon das vorhergehende Special-Album Interludium mit Produzent Joost van den Broek aufgenommen.

## Titelliste
1. Bless ’Em with the Blade – 2:45
2. Sinners of the Seven Seas – 3:00
3. Kyrie Klitorem – 3:03
4. Heretic Hunters – 3:26
5. 1589 – 4:04
6. Viva Vulgata – 3:08
7. Wake Up the Wicked – 3:39
8. Joan of Arc – 3:20
9. Thunderpriest – 3:21
10. We Don’t Wanna Be No Saints – 3:15
11. Vargamor – 3:37

## Rezeption
Blabbermouth.net beschrieb das Werk als „ein Album voller sofort einprägsamer Heavy-Metal-Hymnen, alle kunstvoll gekleidet in die quasi-religiösen Insignien und die Orchesterextravaganz, die zu so wichtigen Markenzeichen geworden sind“.
Alec Chillingworth von Louder Sound schrieb: „Bless 'Em with the Blade reißt Wake Up the Wicked auf, indem sie im Sabaton/Manowar-Wassergraben schwimmen und nicht in ihrem Maiden/Priest-Planschbecken von einst, indem sie Deicides Karriere auf eine Zeile reduzieren: ‚Tear up the Bible.‘“ „Es ist eingängiger Heavy Metal für Freiluftbühnen, Chöre, die sich durch hupende Orgeln zwängen, mitreißende Leads und die 'überhensch'-Opern von Frontmann Attila Dorn.“

## Kommerzieller Erfolg
Wake Up the Wicked stieg am 2. August 2024 auf Rang eins der deutschen Albumcharts ein und avancierte zum vierten Nummer-eins-Album sowie zum neunten Top-10- und 15. Chartalbum für Powerwolf in Deutschland. Darüber hinaus belegte es im Monat Juli 2024 Rang zwei der deutschen Vinylcharts, wo es sich lediglich Taylor Swifts The Tortured Poets Department geschlagen geben musste.
In Österreich avancierte Wake Up the Wicked ebenfalls zum Nummer-eins-Album, dem ersten der Band. In der Schweiz erreichte das Album Rang vier, was die bis dato beste Chartnotierung Powerwolfs darstellte – The Sacrament of Sin (Juli 2018) erreichte ebenfalls den vierten Rang.
Zudem erreichte das Album Chartplatzierungen in Belgien-Flandern (Rang 26), den Niederlanden (Rang 56) sowie in Belgien-Wallonien (Rang 75).
| ChartsChartplatzierungen | Höchstplatzierung | Wochen |
| ------------------------ | ----------------- | ------ |
| Deutschland (GfK)        | 1 (4 Wo.)         | 4      |
| Österreich (Ö3)          | 1 (… Wo.)         | …      |
| Schweiz (IFPI)           | 4 (2 Wo.)         | 2      |